# Yağmur (nome)
Yağmur  è un nome proprio di persona turco maschile e femminile.

## Origine e diffusione
Il nome riprende il sostantivo turco yağmur (pron.: /ja:'mur/), che significa "pioggia".
Si tratta del quarto nome maggiormente diffuso in Turchia. 

## Onomastico
Il nome Yağmur è adespota, quindi l'onomastico cade il 1º novembre, giorno di Ognissanti.

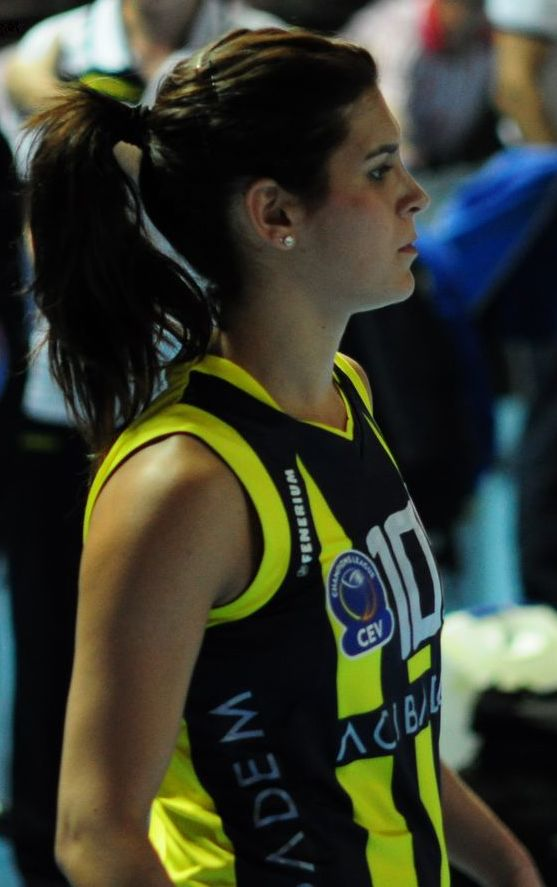
Yağmur Koçyiğit

## Persone

### Femminile
- Yağmur Koçyiğit, pallavolista turca